# 南蒙蒂阿莱格里
南蒙蒂阿莱格里是巴西圣保罗州的一个市镇。总面积110.86平方公里，总人口6954人，人口密度62.7人/平方公里。